# Corneliu Serghievici
Corneliu Serghievici, romunski general, * 1891, † 1944.